# International MXT-MV
International MXT-MV (Military Extreme Truck — Military Version (рус. Войсковая экстремальная машина — войсковая версия))— полноприводная бронированная машина разработанная на базе грузовика International XT компанией International Truck и является частью её линии военных машин. Концепт был представлен в 2005 году на Чикагском автошоу.

## Модификации
Машина выпускается в бронированном и небронированном вариантах. В обеих модификациях устанавливаются кузова стандартного (Standard), расширенного (Extended Cab) и экипажного типов (Crew Cab).

### MXT-MV
Базовая небронированная версия.

### MXT-MVA
Компания Plasan Sasa разработала защищённую модификацию MXT-MVA с двумя комплектами модульной брони с различными уровнями защиты от пуль, мин и СВУ.

### Husky TSV
Модификация для британской армии. MXT-MVA была модифицирована в соответствии с требованиями программы Tactical Support Vehicles (TSV) для сухопутных сил Великобритании.

### M-ATV
Navistar разработала минозащищённый вариант с изменённой подвеской и трансмиссией для достижения класса защиты MRAP для конкурса на замену M1114 HMMWV по программе Министерства обороны США. Уступил Oshkosh M-ATV.